# Tung-ťiang
Tung-ťiang (čínsky pchin-jinem Dong Jiang, znaky 东江) je řeka na jihu ČLR (Ťiang-si, Kuang-tung). Je 503 km dlouhá. Povodí má rozlohu přibližně 32 300 km².

## Průběh toku
Pramení v provincii Ťiang-si, kterou protéká na horním toku. Zbývající převážnou část toku pak protéká provincií Kuang-tung. Řeka ústí do estuáru řeky Si-ťiang pod Kantonem. Spoluvytváří tak rozsáhlou deltu Ču ťiang, která ústí do Jihočínského moře.

## Vodní režim
Nejvyšších vodních stavů dosahuje ve druhé polovině léta.

## Využití
Využívá se na zavlažování velkých zemědělských oblastí a také k rybolovu. Vodní doprava je možná do města Lung-čchuan.